# Anguttara Nikaya

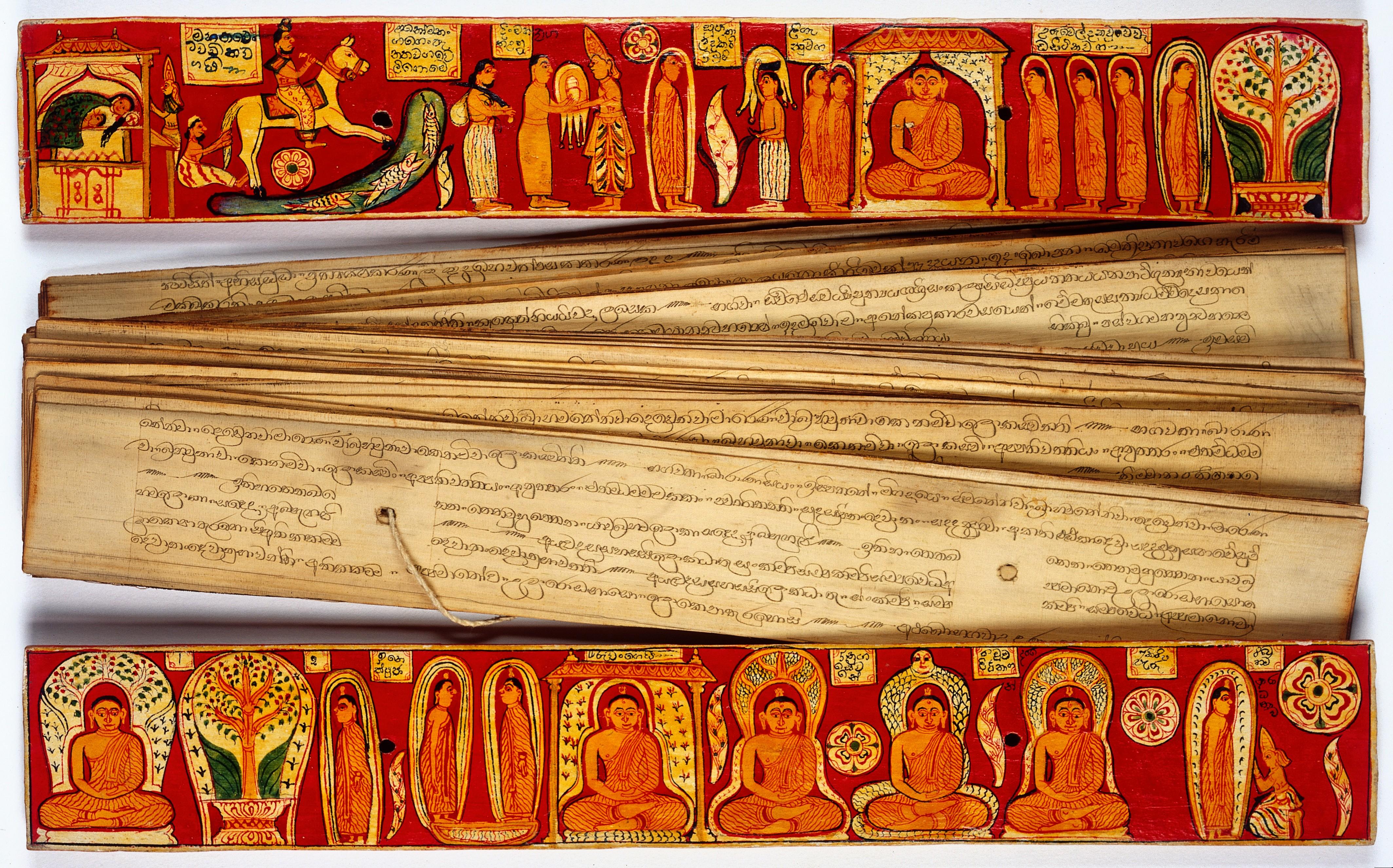
Grand livre de prières bouddhistes

Anguttara Nikaya (IAST : aṅguttaranikāya ; Le recueil des discours supplémentaires) est le quatrième des cinq nikayas dans le Sutta Pitaka du Tipitaka du bouddhisme theravada. Le recueil se compose de 9 557 discours courts, groupés en onze livres. Les suttas y sont classés suivant le nombre de sujets qu'ils traitent, probablement afin d'aider à la mémorisation.
Buddhaghosa en a donné un commentaire intitulé Manorathapūranī, « Accomplissement des souhaits ».

## Livre de un
- L'indompté (AN I.21, 26) Sur l'apprivoisement de la pensée

## Livre de deux
- Abhasita & Neyyatha Sutta (AN II.23, 25) Sur l'interprétation des discours du Bouddha
- Vijja-bhagiya Sutta (AN II.29) La tranquillité et la concentration comme conditions de l'abandon des formes d'attachement
- Vimutti Sutta (AN II.30) Sur l'abandon de l'ignorance et de la passion

## Livre de trois
- Dhamma-niyama Sutta (AN III-a) Les trois caractéristiques de l'existence
- Moneyya Sutta (AN III.23) La sagacité
- Adhipateyya Sutta (AN III.23) Trois conseils pour garder la pratique de Dhamma vivace

- Vaccha Sutta (AN III.58) Sur la générosité
- Kālāma Sutta (AN III.65) Conseils aux Kalama
- A Salha (AN III.66) Discussion entre Nandaka et Salha sur la nature d'arahant
- Muluposatha Sutta (AN III.70) Conseils à Visaka pour l'observance de l'Uposatha
- Channa Sutta (AN III.72) Conseils de Ven. Ananda à Channa pour l'abandon des liens
- Sakka Sutta (AN III.73) Discours d'Ananda sur la concentration
- Sikkha Sutta (AN III.90) Entrainements (1)
- Sikkha Sutta (AN III.91) Entrainements (2)
- Lonaphala Sutta (AN III.101)
- Pansadhovaka Sutta (AN III.102)
- Nimitta Sutta (AN III.103)
- Kuta Sutta (AN III.110) La protection de la pensée
- Gotamaka-cetiya Sutta (AN III.126) Sur l'enseignement du Bouddha
- Katuviya Sutta (AN III.129)
- Lekha Sutta (AN III.133) Sur la maîtrise des émotions négatives

## Livre de quatre
- Anubuddha Sutta (AN IV.1) La compréhension du samsara
- Anusota Sutta (AN IV.5) Avec le courant (précisions sur ce concept)
- Yoga Sutta (AN IV.10) Sur les liens
- Agati Sutta (AN IV.19) De la différence entre "être dans le cours" et "être en dehors du cours".
- Ariya-vamsa Sutta (AN IV.28) Le discours sur les qualités du bonze
- Sangaha Sutta (AN IV.32) Le discours sur la sociabilité
- Aparihani Sutta (AN IV.37) Quatre aspects de la pensée bouddhique
- Samadhi Sutta (AN IV.41) Sur la concentration et ses résultats
- Pañha Sutta (AN IV.42) Questions
- Rohitassa Sutta (AN IV.45) La compréhension de la loi se trouve au niveau du corps
- Vipalla Sutta (AN IV.49) Quatre égarements
- Samjivina Sutta (AN IV.55) Sur la renaissance
- Anana Sutta (AN IV.62) Quatre sortes de
- Ahina Sutta (AN IV.67) Sur la pratique de metta
- Sappurisa Sutta (AN IV.73) Intégrité
- Acintita Sutta (AN IV.77) Recommandations
- Vanijja Sutta (AN IV.79) Une raison pour laquelle certains réussissent et d'autres pas
- Tamonata Sutta (AN IV.85) Sur la qualité des actions
- Samadhi Sutta (AN IV.94) Sur la concentration
- Chavalata Sutta (AN IV.95) Sur la pratique de Dharmma (1)
- Raga-vinaya Sutta (AN IV.96) Sur la pratique de Dharmma (2)
- Valahaka Sutta (AN IV.102) Le discours sur les qualités du bonze
- Kesi Sutta (AN IV.111) Le discours sur les qualités du bonze
- Patoda Sutta (AN IV.113) Le discours sur les qualités du bonze
- Thana Sutta (AN IV.115) Sur les choix
- Puggala Sutta (AN IV.125) Sur la notion de renaissance
- Bhikkhuni Sutta (AN IV.159) Le discours sur les qualités du bonze femme
- Yuganadhha Sutta (AN IV.170) Le discours sur la tranquillité et la pénétration
- Jambali Sutta (AN IV.178)
- Suta Sutta (AN IV.183) Sur la confiance
- On Renunciation (AN IV.184) Sur le renoncement
- Thana Sutta (AN IV.192) Le discours sur les qualités du bonze
- Pariyesana Sutta (AN IV.252) Le discours sur les qualités du bonze
- Kula Sutta (AN IV.255) Sur les familles

## Livre de cinq
- Samadhi Sutta (AN V.27) Sur les bases de la pratique de la concentration
- Samadhanga Sutta (AN V.28) Les facteurs de concentration
- Siha Sutta (AN V.34) Sur la générosité
- Kaladana Sutta (AN V.36 Les facteurs de concentration
- Bhojana Sutta (AN V.37) Le don de nourriture
- Sadha Sutta (AN V.38) Les cinq bénéfices de la voie des trois joyaux
- Adiya Sutta (AN V.41) Du bon usage de la fortune
- Ittha Sutta (AN V.43) Comment parfaire la délivrance
- Kosala Sutta (AN V.49) Conseils au roi Pasenadi
- Upajjhatthana Sutta (AN V.57) Sujets de contemplation
- Anagata-bhayani Sutta (AN V.77-80) Discours sur les dangers de la non pratique
- Gilana Sutta (AN V.121) L'éveil du bonze malade
- Parikuppa Sutta (AN V.129) Cinq actions handicapantes
- Udayi Sutta (AN V.159) Cinq prescriptions à Ananda pour enseigner le Dhamma
- Aghatapativinaya Sutta (AN V.161) Cinq manières de se débarrasser de l'ennui
- Candala Sutta (AN V.175) Cinq conditions pour suivre les enseignements
- Dhammassavana Sutta (AN V.202) Cinq enseignements du Dhamma

## Livre de six
- Saraniya Sutta (AN VI.12) -- Conductive to Amiability Sur l'amitié
- Nakula Sutta (AN VI.16) -- Nakula's Parents Sur la mort
- Maranassati Sutta (AN VI.19) -- Mindfulness of Death (1) L'attention sur la mort (1)
- Maranassati Sutta (AN VI.20) -- Mindfulness of Death (2) L'attention sur la mort (2)
- Ina Sutta (AN VI.45) -- Mindfulness of Death (2) Sur les désirs sensuels
- Sona Sutta (AN VI.57) -- About Sona Technique de méditation
- Nibbedhika Sutta (AN VI.63) -- Penetrative Les six facteurs de la pensée
- Avaranata Sutta (AN VI.86) -- Obstructions Sur l'équilibre mental
- Kammavaranata Sutta (AN VI.87) -- Kamma Obstruction Six facteurs d'empêchement
- Sussusa Sutta (AN VI.88) -- Listening Well Sur Le Dhamma

## Livre de sept
- Ugga Sutta (AN VII.7) A Ugga
- Bhikkhu-aparihaniya Sutta (AN VII.21) Règles de conduite au sein du Sangha
- Saññoga Sutta (AN VII.48) Sur la sexualité
- Dana Sutta (AN VII.49) Sur la générosité
- Kimila Sutta (AN VII.56) Pour que le Dhamma dure longtemps
- Capala Sutta (AN VII.58) Conseils techniques sur la méditation
- Kodhana Sutta (AN VII.60) Sur les états coléreux
- Dhammaññu Sutta (AN VII.64) Sept qualités personnelles
- Anagata-bhayani Sutta (AN VII.77-80) Trésors
- Mahasatipatthana Sutta Instructions pratiques pour la méditation

## Livre de huit
- Pañña Sutta (AN VIII.2) Développement de qualités de sagesse
- Lokavipatti Sutta (AN VIII.6) Différence entre une personne éveillée et une personne non éveillée
- Jivaka Sutta (AN VIII.26) Pratique laïque
- Anurudha Sutta (AN VIII.30) Huit qualités favorisant l'accès au but
- Abhisanda Sutta (AN VIII.39) Discours sur les huit recommandations
- Vipaka Sutta (AN VIII.40) Du non-respect des concepts
- Visakhuposatha Sutta (AN VIII.43) Discours à Visakha sur l'Uposatha avec les huit pratiques
- Gotami Sutta (AN VIII.53) Discours à Gotami
- Vyagghapajja Sutta (AN VIII.54) Instructions pour la bonne conduite à l'égard du Sangha (traduit par NaradaThera)
- Vyagghapajja Sutta (AN VIII.54) Instructions pour la bonne conduite à l'égard du Sangha (traduit par Thanissaro Bhikkhu)
- Sankhita Sutta (AN VIII.63) Huit formes de concentration
- Kusita Sutta (AN VIII.80) Sur la pratique de la médiation (les bonnes excuses)

## Livre de neuf
- Sambodhi Sutta (AN IX.1) Sur l'éveil personnel
- Sutava Sutta (AN IX.7) 9 actes impossible pour un éveillé
- Nibbana Sutta (AN IX.34) - A Sutavan Sur dukkha
- Gavi Sutta (AN IX.35)
- Jhana Sutta (AN IX.36) Sur la méditation
- Tapussa Sutta (AN IX.41) La méditation et le renoncement
- Kayaskkhi Sutta (AN IX.43)
- Paññvimutti Sutta (AN IX.44)
- Ubhatobhaga Sutta (AN IX.45)

## Livre de dix
- Sacitta Sutta (AN X.51) Comment lire dans ses propres constructions mentales
- Girimananda Sutta (AN X.60) Instructions sur les 10 thèmes de méditation qui peuvent guérir la pensée et le corps
- Kathavatthu Sutta (AN X.69) 10 thèmes de conversation
- Akankha Sutta (AN X.71) 10 raisons pour développer samatha et vipassana
- Aghata Sutta (AN X.80) 10 antidotes aux sentiments d'hostilité
- Ditthi Sutta (AN X.93) Discours aux non-bouddhistes
- Bahuna Sutta (AN X.96) Sur le sens du terme "libération" (comme synonyme d'éveillé)
- Virecana Sutta (AN X.108) Un remède sûr pour apaiser les pensées
- Ditthi Sutta (AN X.176) Discours à Cunda sur la vraie pratique de l'émancipation personnelle

## Livre de onze
- Kimattha Sutta 1 (AN XI.1) Sur le développement global du sujet
- Mahanama Sutta 1 (AN XI.2) Sur le développement global du sujet (suite)
- Mahanama Sutta 1 (AN XI.12) Les six recommandations
- Mahanama Sutta 2 (AN XI.13) Sur la mise en pratique des six recommandations
- Metta Sutta (AN XI.16) Des bénéfices de la pratique de la méditation sur metta (?)

#### Traductions
- (en) Anguttaranikâya, The Book of Gradual Sayings, trad. F. L. Woodward et E. M. Hare, Londres, Luzac, coll. « Pâli Text Society », n° 22, 24, 25, 26, 27, 5 vol. 1932-1936.
- (en) The Numerical Discourses of the Buddha. A Translation of the Anguttara Nikâya, trad. Bhikkhu Bodhi, Boston, Wisdom Publications, 2012, 1924 p.  [lire en ligne (page consultée le 8 septembre 2022)]
- Môhan Wijayaratna, Sermons du Bouddha. La traduction intégrale de 20 textes du canon bouddhique, Seuil, coll. « Point Sagesse », 2006, 250 p. Trad. de troia  textes de l' Anguttara-nikaya : L'accès aux libres examens (Kâlâma-sutta), Le principe de non-violence (Aggi-sutta), Les dieux et les déesses (Veranjaka-sutta).
- Aṅguttara Nikāya. Les discours d'un facteur supplémentaire [lire en ligne (page consultée le 8 septembre 2022)]
- Anguttara Nikaya. Les discours des 'facteurs ultérieurs' (suttas choisis), trad. Nanabozho (Gichi Wabush)  [lire en ligne (page consultée le 8 septembre 2022)]

#### Études
- Buddhaghosa, Manorathapûrani. Commentary on the Anguttara-nikaya (vers 500), éd. Max Walleser, London, Luzac, Pali Text Society, 2° éd. 1967, 5 vol. (non traduit).